# Themeliotis projectrix
Themeliotis projectrix är en fjärilsart som beskrevs av Edward Meyrick 1930. Themeliotis projectrix ingår i släktet Themeliotis och familjen säckspinnare. Inga underarter finns listade i Catalogue of Life.